# Platylabus stolidus
Platylabus stolidus är en stekelart som beskrevs av Perkins 1953. Platylabus stolidus ingår i släktet Platylabus och familjen brokparasitsteklar. Inga underarter finns listade i Catalogue of Life.